# Joseph-Aimé Massue
Pour l’article homonyme, voir Massue.
Joseph-Aimé Massue (18 octobre 1860-10 avril 1891) est un rentier et homme politique fédéral du Québec.

## Biographie
Né à Saint-Aimé dans le Canada-Est, il fait ses études au Collège de Saint-Hyacinthe. Élu député du Parti conservateur dans la circonscription fédérale de Richelieu lors de l'élection partielle déclenchée après le décès de Jean-Baptiste Labelle en 1887, il n'avait seulement que 27 ans lors de son élection. Après avoir souffert de problèmes médicaux pendant de nombreuses années, il part pour Montréal en 1890 pour recevoir un traitement médical. Plus tard durant l'année, il se dirigea pour Paris où il devait recevoir une cure. De retour à Saint-Aimé, il y mourut à l'âge de 30 ans.
Son oncle, Louis Huet Massue, représenta la circonscription fédérale de Richelieu et son beau-frère, Albert-Alexandre Lussier, a été député provincial de Verchères.